# Dominique Urvoy
Pour les articles homonymes, voir Urvoy.
Dominique Urvoy est un historien de la philosophie islamique et islamologue français.
Il est professeur à l'Université Toulouse-II Le Mirail.

## Biographie
Dominique Urvoy a passé une licence de sociologie en 1965, puis l'agrégation de philosophie en 1967. Il obtient ensuite un doctorat ès études arabes, puis un doctorat ès lettres, respectivement en 1974 et 1978. Il a été chercheur et enseignant à Madrid (à la Casa de Velázquez en 1970-1971),  à Damas, au Centre national de la recherche scientifique (CNRS), à Beyrouth, à Dakar et à Toulouse.
Il est le mari de Marie-Thérèse Urvoy, avec laquelle il a co-écrit plusieurs ouvrages : Les Mots de l'islam (2004), L'action psychologique dans le Coran (2007), et La Mésentente. Dictionnaire des difficultés doctrinales du dialogue islamo-chrétien (2014).
Il est membre de l'Académie de législation depuis 2001.

## Travaux
Dominique Urvoy est l'auteur d'une biographie d'Averroès, philosophe d'Al-Andalus, publiée en 1998,. Il a aussi écrit une Histoire de la pensée arabe et islamique en 2006. Il s'est intéressé aux libres-penseurs de l'islam classique et à Raymond Lulle.
Il soutient que « Le Coran n'établit pas une rupture absolue » entre la période anté-islamique et ultérieure.
Il publie en mai 2017 un ouvrage sur son père, Yves Urvoy.

## Œuvres
- Yves Urvoy (1900-1944). Africaniste et penseur, Paris, Godefroy de Bouillon, 2017.
- « Falsafa : ses aspects humanistes », Encyclopédie de l'humanisme méditerranéen, printemps 2014.
- Averroès : Les ambitions d'un intellectuel musulman, Paris, Flammarion, coll. « Champs biographie », 2008 (1re éd. 1998), 256 p. (ISBN 978-2-08-121799-7 et 2-08-121799-6).
- Histoire de la pensée arabe et islamique, Paris, Seuil, 2006, 687 p. (ISBN 978-2-02-112061-5, lire en ligne).
- Les Penseurs libres dans l'islam classique, Paris, Albin Michel, 1996, 272 p.,  (ISBN 9782226085030).
- Penser l'islam. Les présupposés islamiques de l'Art de Lulle, Paris, Vrin, 1991, « Études musulmanes », 440 p.,  (ISBN 9782711607150).
- Pensers d'al-Andalus. La Vie intellectuelle à Cordoue et Séville au temps des Empires berbères (fin XIe siècle-début XIIIe siècle), Paris, CNRS, 1990, 212 p.,  (ISBN 9782222044864).

- « Sur l'évolution de la notion de Ğihād dans l'Espagne musulmane », Mélanges de la Casa de Velázquez, vol. 9, no 1,‎ 1973, p. 335-371 (lire en ligne, consulté le 17 avril 2017).